# (9077) Ildo
(9077) Ildo est un astéroïde de la ceinture principale.

## Description
(9077) Ildo est un astéroïde de la ceinture principale. Il fut découvert le 3 juillet 1994 à Farra d'Isonzo par l'observatoire astronomique de Farra d'Isonzo. Il présente une orbite caractérisée par un demi-grand axe de 2,69 UA, une excentricité de 0,18 et une inclinaison de 12,0° par rapport à l'écliptique.

## Compléments